# Kodeks cywilny Federacji Rosyjskiej
Kodeks cywilny Federacji Rosyjskiej (ros. Гражданский кодекс Российской Федерации, ГкРФ) – kodeks będący podstawowym aktem prawnym z zakresu rosyjskiego prawa cywilnego, uchwalany częściami w latach 1994-2006 w postaci czterech ustaw federalnych.
Kodeks stopniowo zastępował dotychczas obowiązujące Zasady ustawodawstwa cywilnego ZSRR z 1991 r. oraz Kodeks cywilny Rosyjskiej Socjalistycznej Federacyjnej Republiki Radzieckiej z 1964 r. Akt składa się z czterech części:
- Część pierwsza – ustawa federalna nr 51 z dnia 21 listopada 1994 roku
  - Rozdział I – Postanowienia ogólne
  - Rozdział II – Prawo własności i inne prawa rzeczowe
  - Rozdział III – Część ogólna prawa zobowiązań
- Część druga – ustawa federalna nr 14 z dnia 26 stycznia 1996 roku
  - Rozdział IV – Poszczególne rodzaje zobowiązań
- Część trzecia – ustawa federalna nr 146 z dnia 26 listopada 2001 roku
  - Rozdział V – Prawo spadkowe
  - Rozdział VI – Prawo prywatne międzynarodowe
- Część czwarta – ustawa federalna nr 230 z dnia 18 grudnia 2006 roku
  - Rozdział VII – Prawa na dobrach niematerialnych